# Coppa dei Balcani 1974 (club)
La Coppa dei Balcani per club 1974 è stata la dodicesima edizione della Coppa dei Balcani, la competizione per squadre di club della penisola balcanica e Turchia.
È stata vinta dai bulgari del Akademik Sofia, al loro primo titolo, che hanno battuto il Vardar nelle finali disputate il 1º luglio e il 1º agosto 1974.

## Squadre partecipanti
Tutte le nazioni partecipano con una sola rappresentante. Le 6 squadre partecipanti vengono divise in due gironi. Il detentore della Coppa Balcani (Lokomotiv Sofia) non partecipa.
| Squadra          | Stagione 1973-74           |
| ---------------- | -------------------------- |
| Partizani Tirana | 2º in Albania              |
| Akademik Sofia   | 6º in Bulgaria             |
| Larissa          | 9º in Grecia               |
| Vardar           | 11º in Jugoslavia          |
| Bacău            | 17º (penultimo) in Romania |
| Boluspor         | 3º in Turchia              |

## Torneo

### Girone A
| Squadra        | Pti | G | V | N | P | GF | GS | QR    |
| -------------- | --- | - | - | - | - | -- | -- | ----- |
| Akademik Sofia | 6   | 4 | 3 | 0 | 1 | 9  | 2  | 4.500 |
| Bacău          | 5   | 4 | 2 | 1 | 1 | 5  | 3  | 1.667 |
| Boluspor       | 1   | 4 | 0 | 1 | 3 | 3  | 12 | 0.250 |

|          | Aka | Bac | Bol |
| -------- | --- | --- | --- |
| Akademik |     | 1-0 | 6-0 |
| Bacău    | 1-0 |     | 2-0 |
| Boluspor | 1-2 | 2-2 |     |

#### Risultati
| Bacău 6 marzo 1974 | Bacău | 1 – 0 | Akademik Sofia | Stadionul Municipal |

| Sofia 20 marzo 1974 | Akademik Sofia | 6 – 0 | Boluspor | Stadion Akademik |

| Bolu 10 aprile 1974                                                               | Boluspor  | 2 – 2                      | Bacău | Bolu Atatürk Stadyumu |
| \| \| \| \| \| Rıdvan 42’ Sinan 48’ \| Marcatori \| 52’ Băluţă 77’ Dembrovschi \| |           |                            |       |                       |
|                                                                                   |           |                            |       |                       |
| Rıdvan 42’ Sinan 48’                                                              | Marcatori | 52’ Băluţă 77’ Dembrovschi |       |                       |

| Sofia 17 aprile 1974 | Akademik Sofia | 1 – 0 | Bacău | Stadion Akademik |

| Bolu 15 maggio 1974                                        | Boluspor  | 1 – 2          | Akademik Sofia | Bolu Atatürk Stadyumu |
| \| \| \| \| \| Aydın 88’ \| Marcatori \| 55’, 73’ Radev \| |           |                |                |                       |
|                                                            |           |                |                |                       |
| Aydın 88’                                                  | Marcatori | 55’, 73’ Radev |                |                       |

| Bacău 29 maggio 1974                                       | Bacău     | 2 – 0 | Boluspor | Stadionul Municipal |
| \| \| \| \| \| Pană 24’ Dembrovschi 74’ \| Marcatori \| \| |           |       |          |                     |
|                                                            |           |       |          |                     |
| Pană 24’ Dembrovschi 74’                                   | Marcatori |       |          |                     |

### Girone B
| Squadra          | Pti | G | V | N | P | GF | GS | QR    |
| ---------------- | --- | - | - | - | - | -- | -- | ----- |
| Vardar           | 6   | 4 | 3 | 0 | 1 | 8  | 2  | 4.000 |
| Larissa          | 3   | 4 | 1 | 1 | 2 | 5  | 8  | 0.625 |
| Partizani Tirana | 3   | 4 | 1 | 1 | 2 | 5  | 8  | 0.625 |

|           | Var | Lar | Par |
| --------- | --- | --- | --- |
| Vardar    |     | 2-0 | 2-0 |
| Larissa   | 0-3 |     | 3-1 |
| Partizani | 2-1 | 2-2 |     |

#### Risultati
| Tirana 6 marzo 1974                                     | Partizani Tirana | 2 – 1 | Vardar | Stadiumi Dinamo |
| \| \| \| \| \| Murati 9’ Xhafa 13’ \| Marcatori \| ? \| |                  |       |        |                 |
|                                                         |                  |       |        |                 |
| Murati 9’ Xhafa 13’                                     | Marcatori        | ?     |        |                 |

| Skopje 20 marzo 1974 | Vardar | 2 – 0 | Larissa | Gradski stadion |

| Larissa 10 aprile 1974                         | Larissa   | 3 – 1      | Partizani Tirana | Stadio Alkazar |
| \| \| \| \| \| ? \| Marcatori \| 40’ Murati \| |           |            |                  |                |
|                                                |           |            |                  |                |
| ?                                              | Marcatori | 40’ Murati |                  |                |

| Skopje 18 maggio 1974 | Vardar | 2 – 0 | Partizani Tirana | Gradski stadion |

| Larissa maggio 1974 | Larissa | 0 – 3 | Vardar | Stadio Alkazar |

| Tirana 29 maggio 1974                                     | Partizani Tirana | 2 – 2 | Larissa | Stadiumi Dinamo |
| \| \| \| \| \| Murati 49’ Dalipi 80’ \| Marcatori \| ? \| |                  |       |         |                 |
|                                                           |                  |       |         |                 |
| Murati 49’ Dalipi 80’                                     | Marcatori        | ?     |         |                 |

### Finale
| Squadra 1      | Totale | Squadra 2 | Andata | Ritorno |
| -------------- | ------ | --------- | ------ | ------- |
| Akademik Sofia | 2–1    | Vardar    | 2–1    | 0–0     |

| Sofia 1º luglio 1974 Andata | Akademik Sofia | 2 – 1 | Vardar | Stadion Akademik |

| Skopje 1º agosto 1974 Ritorno | Vardar | 0 – 0 | Akademik Sofia | Gradski stadion |